# Thrixspermum pugionifolium
Thrixspermum pugionifolium är en orkidéart som först beskrevs av Joseph Dalton Hooker, och fick sitt nu gällande namn av Rudolf Schlechter. Thrixspermum pugionifolium ingår i släktet Thrixspermum och familjen orkidéer.
Artens utbredningsområde är Sri Lanka. Inga underarter finns listade i Catalogue of Life.